# Hold That Plane!
Hold That Plane! — студійний альбом американського блюзового музиканта Бадді Гая, випущений у 1972 році лейблом Vanguard.

## Опис
Репертуар альбом складає сім композицій, включаючи версії Гая «I'm Ready», «Watermelon Man» і «Hello San Francisco» Шугар Пай ДеСанто. Джазовий піаніст Джуніор Менс також взяв участь у записі платівки. Попри те, що альбом був записаний у листопаді 1969 року, він випущений Vanguard лише у 1972 році.

## Список композицій
1. «Watermelon Man» (Гербі Генкок) — 5:14
2. «Hold That Plane» (Бадді Гай) — 4:37
3. «I'm Ready» (Віллі Діксон) — 6:05
4. «My Time After Awhile» (Роберт Геддінс) — 4:14
5. «You Don't Love Me» (Еллас Мак-Деніел) — 5:30
6. «Come See About Me» (Бадді Гай, Філіп Гай) — 8:33
7. «Hello San Francisco» (Роберт Геддінс) — 5:20

## Учасники запису
- Бадді Гай — електрична гітара, вокал
- Філіп Гай — ритм-гітара
- А. К. Рід, Боббі Філдс — тенор-саксофон
- Гарі Барц — альт-саксофон
- Джуніор Менс, Марк Джордан (6) — фортепіано
- Білл Фолуелл (1), Ернест Джонсон (2—7), Фрібо (6) — бас-гітара
- Баррі Альтшуль (1), Девід Ріп Сток, Джессі Льюїс (2—7) — ударні

Технічний персонал
- Майкл Кускуна, Бадді Гай — продюсер
- Джоел Бродські — фотографія [обкладинка]
- Брюс Стейнберг — фотографія [зворот]
- Жуль Альфан — дизайн